# Unie van Belgische Componisten
De Unie van Belgische Componisten (Frans: Union des Compositeurs Belges) is een Belgische beroepsvereniging voor componisten opgericht in 1960.
De vereniging werkt nauw samen met de Belgische auteursvereniging SABAM en tot zijn sluiting met het Belgisch Documentatiecentrum CeBeDeM. De doelstelling van de unie is het behartigen van de artistieke uitstraling van de Belgische componisten, onder andere door promotie van de werken der aangesloten componisten.
De Unie van Belgische Componisten werd tot 2023 geleid door een raad van twaalf componisten. In 2023 werd dit aantal teruggebracht tot zes.

## Voorzitters
- Marcel Poot (1960-1972)
- Willem Pelemans (1972-1981)
- Max Vandermaesbrugge (1981-1985)
- Victor Legley (1985-1992)
- Jacques Leduc (1992-2010)
- Carl Verbraeken (2010-2023)
- Danielle Baas (2023-)

Nederlandstalige leden: Pieter Schuermans, Luc Van Hove, en Johan Sluys.
Franstalige leden: Danielle Baas, Renier Doutrelepont en Fabio Schinazi.